# 支線
支線（しせん、英: branch line）とは、鉄道において本線から枝分かれ（分岐）した鉄道路線のことである。枝線（えだせん）、別線（べつせん）とも。
支線には、起点・終点のどちらか片端だけ他の鉄道路線に接続するものと、両端で本線に接続して本線のバイパス機能を果たすものがある。支線の列車運行は、本線と直通する場合（例：鶴見線の海芝浦支線・大川支線）や分離している場合（例：埼京線）がある。

## イギリスにおける支線
イギリスの多くの支線は、1960年代の国営鉄道の運営費削減施策（ビーチング・アックス）のために廃止された。
現在 存在する支線の中でも最も短いものは、Stourbridge Town Branch Lineであり、 Stourbridge JunctionからStourbridge Townまでのもので、単線で、長さわずか0.8マイル（1.3 km）で、走行時間2分半程度である。

## 日本における支線

### 日本国有鉄道の線路名称における「支線」
旧日本国有鉄道（国鉄）の路線名を定めた「日本国有鉄道線路名称」においては、国鉄の路線は「○○線の部」と呼ばれるカテゴリーに分けられ、その中に「○○本線」とそれ以外の（「本線」とつかない）路線が含まれる構造になっていた（一部「本線」がなく「○○東・西線」「○○南・北線」であるものも存在
この場合「本線」とつかない路線がすべて「支線」ということになる。この分類において最長の「支線」は、東北本線の「支線」である常磐線であった。
また、個別の路線においても、メインとなる区間から枝分かれするような（独立した路線名がない）区間があり、これらのことも「支線」（または枝線）と通称された。
国鉄の分割・民営化後も線路名称はJR各社に引き継がれたが、四国旅客鉄道（JR四国）はのちに「本線」を廃してすべて「○○線」となっている。

### 私鉄における「支線」
私鉄においても上述の例と同様に、本体となる路線から分岐しているものの、独自の名前をもたない「支線」が存在する。
また、軌道線の中には、長崎電気軌道の各支線や富山地方鉄道富山軌道線の支線など、正式名称に「支線」を含むものが存在する。かつては鉄道線にも南海天王寺支線や名鉄小坂井支線などが存在したが、いずれも廃止され現存しない。